# NGC 3432
NGC 3432 (również UGC 5986, PGC 32643) – magellaniczna galaktyka spiralna z poprzeczką (SBm), znajdująca się w gwiazdozbiorze Małego Lwa. Odkrył ją William Herschel 19 marca 1787 roku.
W galaktyce zaobserwowano jeden wybuch supernowej – SN 2000ch.